# Demonax nigropiceus
Demonax nigropiceus là một loài bọ cánh cứng trong họ Cerambycidae.